# Oliver Rathkolb
Oliver Rathkolb (3 de noviembre de 1955 en Viena) es un historiador moderno austriaco de la Universidad de Viena.

## Carrera
Tras estudiar historia y derecho en la Universidad de Viena (doctorado en 1978 como Dr. iur.), Rathkolb completó allí también los estudios de doctorado con Gerhard Jagschitz para obtener el título de Dr. phil. (1982). De 1985 a 2003 fue director científico de la Fundación Archivo Bruno Kreisky; ese mismo año fue reclutado por Bruno Kreisky como miembro del SPÖ. Desde febrero de 1992, su función incluye también la de coordinador científico del Foro Bruno Kreisky para el Diálogo Internacional. De septiembre de 1984 a mayo de 2005 fue investigador asociado de la Instituto Ludwig Boltzmann de Historia y Sociedad, y desde enero de 1994 su codirector. De junio de 2005 a 2008 fue director del Instituto Ludwig Boltzmann de Historia Europea y Esferas Públicas. Erika Weinzierl fue su profesora y mentora durante mucho tiempo.
En 1993 habilitada escribió sobre "La política de gran potencia de EE.UU. hacia Austria 1952/53-1961/62 en el proceso de toma de decisiones de EE.UU.". En mayo de 1993 se le concedió la autorización para impartir clases como profesor de historia moderna con especial atención a la historia contemporánea y un destino en el Instituto de Historia Contemporánea de la Universidad de Viena. En 1996, el gobierno federal le encargó que formara parte de una comisión de expertos sobre los depósitos de armas estadounidenses en Austria y la organización paramilitar de Franz Olah supuestamente financiada por la CIA. (OeWSGV). De 2005 a 2007 ocupó una cátedra temporal en el Instituto de Historia Contemporánea de la Universidad de Viena. Desde el 1 de marzo de 2008, Rathkolb es profesor universitario en la Universidad de Viena. Del 1 de octubre de 2008 al 30 de septiembre de 2012 fue director del Instituto de Historia Contemporánea de la Universidad. Desde el 1 de octubre de 2016 vuelve a ocupar este cargo. De 2009 a 2014 fue portavoz del Initiativkolleg "European Historical Dictatorship and Transformation Research" de la Universidad de Viena y desde febrero de 2009 miembro del consejo científico asesor de la "Casa de la Historia Europea" del Parlamento Europeo; en junio de 2019 asumió la presidencia de este organismo internacional. A partir de 2006, fue presidente del Consejo Asesor Científico del Fondo Theodor Körner para la Promoción de la Ciencia y las Artes; en 2020, Barbara Prainsack le sucedió en esta función.
En 2000-2001 ocupó una cátedra de investigación Schumpeter en el Centro de Estudios Europeos de la Universidad de Harvard. En el semestre de verano de 2001 fue profesor visitante en el Instituto de Historia Contemporánea de la Universidad de Viena, y en el semestre de verano de 2003 fue profesor visitante en el Departamento de Historia de la Universidad de Chicago. Ocupa puestos de profesor en la Academia Diplomática de Viena, en la Universidad de Salzburgo y en los programas de Viena de la Universidad de Duke y del Sistema Universitario de Maryland. Desde 2002, es director de la revista zeitgeschichte y cofundador, coeditor y miembro del consejo de redacción de la revista interdisciplinar Medien und Zeit. Escribe continuamente informes de expertos sobre temas de historia contemporánea para reconocidos medios de comunicación nacionales e internacionales. Desde 2015, Rathkolb es presidente del consejo asesor científico internacional de la Haus der Geschichte Österreich; a partir de octubre de 2019 será miembro del senado de la Universidad de Viena.
Rathkolb es miembro del Sozialdemokratische Partei Österreichs desde 1985. Debido a su proximidad al SPÖ, ha causado asombro que ofreciera el llamado concepto de "neutralización" para la Hitler-Geburtshaus al Ministerio del Interior del ÖVP y que, por tanto, incluso quisiera deshacerse de la piedra conmemorativa erigida en 1989 por el alcalde del SPÖ Gerhard Skiba en la Haus der Geschichte Österreich de Viena. El 4 de octubre de 2006, el gobierno de Alemania decidió que el turismo era una de las principales fuentes de ingresos. julio de 2020, el SPÖ Braunau, con el apoyo de la Omas gegen Rechts bajo los portavoces Robert Eiter, Sabine Schatz y Susanne Scholl, se manifestó a favor del paradero de la piedra conmemorativa. Hanna Feingold, presidenta de la Israelitische Kultusgemeinde Salzburg, también se pronunció por escrito: "Deberían levantarse muchas más piedras por la paz y la democracia". La portavoz del SPÖ para la cultura del recuerdo, Sabine Schatz, presentó una moción el 8. julio de 2020 una moción en el Consejo Nacional en la que se pide al ministro del Interior Karl Nehammer que garantice la permanencia de la piedra conmemorativa contra la guerra y el fascismo en Braunau, frente a la casa natal de Adolf Hitler.

## Principales intereses de investigación
Los principales intereses de investigación de Rathkolb son la historia europea del siglo XX, la historia contemporánea austriaca e internacional en el ámbito de la historia política y la historia de la república austriaca en el contexto europeo, la investigación histórica de la dictadura y la transformación, así como la historia de las relaciones internacionales, la historia de la percepción del nazismo, la historia cultural y de los medios de comunicación, la historia económica (sector industrial y bancario), el nacionalsocialismo y la historia jurídica.

## Escritos
Oliver Rathkolb es autor de monografías, numerosas obras colectivas y unas 220 contribuciones académicas en revistas y antologías nacionales y extranjeras. En 2005 recibió el Donauland-Sachbuchpreis Danubius y el Bruno-Kreisky-Preis für das politische Buch por Die paradoxe Republik.
- Raoul Bumballa, un inconformista político de 1945. Estudio de caso sobre la función del O5 en la resistencia y la restauración del partido, en: Rudolf G. Ardelt, Wolfgang J. A. Huber, Anton Staudinger (eds.): Unterdrückung und Emanzipation. Homenaje a Erika Weinzierl. Zum 60. Geburtstag, Geyer, Viena/Salzburgo 1985, ISBN 3-85090-119-X, pp. 295-317.
- Es difícil ser joven. Youth and Democracy in Austria 1918-1988, J und V, Viena 1988, ISBN 3-224-10691-3.
- Führertreu und Gottbegnadet. Künstlereliten im Dritten Reich, ÖBV, Viena 1991, ISBN 3-215-07490-7.
- Washington llama a Viena. US Great Power Policy towards Austria 1953-1963, Böhlau, Viena 1997, ISBN 3-205-98197-9.
- La República Paradójica. Österreich 1945-2005, Zsolnay, Viena 2005, ISBN 3-552-04967-3; nueva edición actualizada y ampliada: Die paradoxe Republik. Austria 1945-2015, Zsolnay, Viena 2015, ISBN 978-3-552-05723-4.
- El poder de las imágenes: 50 años de reforma de la radiodifusión, en coautoría con Andreas Novak, Kral-Verlag, Berndorf 2017, ISBN 978-3-99024-710-5.
- Schirach. Una generación entre Goethe y Hitler, Molden Verlag, Viena 2020, ISBN 978-3-222-15058-6.

## Redacción
- con Barbara Coudenhove-Kalergi: "Los Decretos de Beneš". Czernin, Viena 2002, ISBN 3-7076-0146-3.
- Außenansichten: europeo (evaluaciones) de la historia contemporánea en el siglo XX". Studien-Verlag, Innsbruck/Viena/Bolzano/Munich 2003, ISBN 3-7065-1816-3.
- 250 años. De Oriente a la Academia Diplomática de Viena". Studien-Verlag, Innsbruck/Viena/Bolzano/Munich 2004, ISBN 3-7065-1921-6.
- con Theodor Venus y Ulrike Zimmerl: Bank Austria Creditanstalt. 150 años de historia de la banca austriaca en el centro de Europa". Zsolnay, Viena 2005, ISBN 3-552-05356-5.
- con Maria Wirth y Michael Wladika: Die "Reichsforste" in Österreich 1938-1945. Arisierung, Restitution, Zwangsarbeit und Entnazifizierung. Böhlau, Viena 2010, ISBN 978-3-205-78482-1.
- como director del proyecto, con Birgit Nemec, Peter Autengruber y Florian Wenninger: Forschungsprojektendbericht Straßennamen Wiens seit 1860 als "Politische Erinnerungsorte". elaborado por encargo del Departamento de Cultura de la Ciudad de Viena, Viena 2013 (online).
- con Hannes Heer y Christian Glanz: Richard Wagner y Viena. La radicalización antisemita y el surgimiento del wagnerismo". Hollitzer Verlag, Viena 2017, ISBN 978-3-99012-306-5.

## Premios
- 2005: Premio Bruno Kreisky al Libro Político (premio principal)[11] por el libro La República Paradójica
- 2011: Cruz de Honor de Austria para la Ciencia y el Arte I. Clase
- 2012: Premio de la Ciudad de Viena para las Humanidades
- 2015: Decoración de Honor de Oro de la Provincia de Viena[12]
- 2016: Medalla de honor de plata por los servicios prestados a la República de Austria[13]